# Norte de Santander
Norte de Santander is een departement in het noorden van Colombia aan de grens met Venezuela. De hoofdstad van het departement is Cúcuta.

## Gemeenten
Het departement bestaat uit 40 gemeenten.
| Gemeente              | Inwoners |
| --------------------- | -------- |
| Abrego                | 32.142   |
| Arboledas             | 8.589    |
| Bochalema             | 6.558    |
| Bucarasica            | 4.507    |
| Cáchira               | 10.557   |
| Cácota                | 2.513    |
| Chinácota             | 14.736   |
| Chitagá               | 9.615    |
| Convención            | 14.018   |
| Cúcuta                | 750.000  |
| Cucutilla             | 8.318    |
| Durania               | 4.181    |
| El Carmen             | 11.750   |
| El Tarra              | 9.925    |
| El Zulia              | 20.247   |
| Gramalote             | 6.233    |
| Hacarí                | 8.116    |
| Herrán                | 4.446    |
| La Esperanza          | 10.889   |
| La Playa              | 5.806    |
| Labateca              | 5.776    |
| Los Patios            | 67.441   |
| Lourdes               | 3.407    |
| Mutiscua              | 3.847    |
| Ocaña                 | 104.606  |
| Pamplona              | 52.903   |
| Pamplonita            | 4.767    |
| Puerto Santander      | 8.112    |
| Ragonvalia            | 6.757    |
| Salazar de las Palmas | 9.272    |
| San Calixto           | 9.837    |
| San Cayetano          | 5.424    |
| Santiago              | 2.662    |
| Sardinata             | 19.425   |
| Silos                 | 5.186    |
| Teorama               | 15.292   |
| Tibú                  | 30.059   |
| Toledo                | 15.378   |
| Villa Caro            | 5.007    |
| Villa del Rosario     | 69.991   |

| Detailkaart |
| ----------- |
|             |
| Gemeenten   |
|             |
| Regio's     |